# Упругость

Проявление упругости при сгибании пластмассы

В физике упругость (или, реже, эластичность) — свойство твёрдых материалов возвращаться в изначальную форму при упругой деформации. Твёрдые предметы будут деформироваться после приложенной на них силы. Если убрать силу, то упругий материал восстановит начальную форму и размер.
Физические причины для упругого поведения могут быть совершенно различными для разных материалов. В металлах атомная решётка меняет размер и форму при приложении силы (добавлении энергии в систему). Когда сила убирается, решётка возвращается обратно в прежнее энергетическое состояние. Для резины и других полимеров упругость вызывается растяжением полимерной цепочки (см. «Высокоэластичное состояние»).
Абсолютная упругость — это идеализация реального мира, и даже при небольших деформациях мало материалов остаются совершенно упругими. В инженерном деле упругость материалов измеряется двумя типами параметров материала:
1. Модуль упругости показывает механическое напряжение (количество силы на единицу площади), которое необходимо приложить для достижения определённого уровня деформации. Модуль измеряется в паскалях (Па) или фунтах силы на кв. дюйм (psi или lbf/in2). Высокий модуль обычно показывает, что материал труднее деформировать.
2. Предел упругости — максимальное напряжение, после которого материал больше не ведёт себя как упругий, и будет иметь место пластическая (необратимая) деформация материала. После снятия напряжения материал сохранит некоторую остаточную деформацию.

Чтобы описать относительную упругость двух материалов, должны рассматриваться и модуль, и предел упругости. У резины, как правило, низкий модуль, и она обычно сильно растягивается (у неё высокий предел упругости), и поэтому проявляет большую эластичность, чем металлы в ежедневном применении. Если взять два резиновых материала с одним и тем же пределом упругости, то тот, у кого более низкий модуль, будет казаться более эластичным.

## Обобщения
Искусственной упругостью называется величина, неотличимая по своим механическим свойствам от упругости материалов, но существующая благодаря не наличию вещества, а действию других, например, электромеханических, физических эффектов.